# Leonardo Bravo
Leonardo Bravo è un comune del Messico, situato nello stato di Guerrero.